# Palfinger AG
Palfinger AG är ett börsnoterat österrikiskt industriföretag, som tillverkar hydrauliska kranar och andra lyftsystem. Företaget hade 2020 en global marknadsandel på 35 procent.
Palfinger grundlades år 1932 av Richard Palfinger som en verkstad för jordbruksmaskiner. Företaget tillverkade sin första kran 1959 och specialiserade sig på hydrauliska kranar 1964.